# Munkáspárt (Litvánia)
A Munkáspárt (litvánul Darbo partija) egy baloldali liberális politikai párt Litvániában, melyet 2003-ban alapítottak meg. A párt jelenlegi elnöke Viktor Uspaskich, aki 2018 óta tölti be a tisztséget. 

## Választási eredmények
| Választás éve | Szavazatok száma | Szavazatok aránya | Mandátumok száma | Parlamenti státusz |
| ------------- | ---------------- | ----------------- | ---------------- | ------------------ |
| 2004          | 340 035          | 28,4%             | 39               | kormánypárt        |
| 2008          | 111 149          | 8,9%              | 10               | ellenzék           |
| 2012          | 271 520          | 18,8%             | 29               | kormánypárt        |
| 2016          | 59 620           | 4,8%              | 2                | kormánypárt        |
| 2020          | 110 780          | 9,77%             | 10               | ellenzék           |
| 2024          | 27 298           | 2,24%             | 0                | nem jutott be      |

| Választás éve | Szavazatok száma | Szavazatok aránya | Mandátumok száma |
| ------------- | ---------------- | ----------------- | ---------------- |
| 2004          | 363 931          | 30,16%            | 5                |
| 2009          | 48 368           | 8,56%             | 1                |
| 2014          | 146 607          | 12,38%            | 1                |
| 2019          | 112 964          | 8,54%             | 1                |
| 2024          | 11 232           | 1,66%             | 0                |